# فارفیسا
فارفیسا (انگلیسی: Farfisa) شرکت الکترونیک ایتالیایی است، که در سال ۱۹۴۶ تأسیس شد.